# Pia Douwes
Petronella Irene Allegonda Douwes, plus connue sous son nom de scène Pia Douwes, est une chanteuse et actrice néerlandaise née le 5 août 1964 à Amsterdam. 

## Biographie
Pia Douwes est révélée au grand public grâce à sa prestation de l'Impératrice Sissi dans la comédie musicale Elisabeth. Elle collabore à nouveau avec le duo Sylvester Levay et Michael Kunze, les créateurs d'Elisabeth, pour Rebecca ; elle y campe l'antagoniste Mrs. Danvers.
Après ses débuts aux Pays-Bas et en Allemagne, elle s'est illustrée dans une carrière internationale, notamment à New York et au West End. Elle apparaît ainsi dans plusieurs comédies musicales européennes et américaines.
Pia Douwes participe également à de nombreuses émissions, principalement des télé-crochets.
Pour les studios Disney, elle a en outre assuré le doublage en néerlandais de Pocahontas dans Pocahontas et sa suite.

## Scénographie partielle
- 1986 : Little Shop of Horrors : Crystal
- 1986 - 1987 : Sammy Mario and Dancers : ensemble
- 1987 : Cats : Swing, Grizabella, Jellylorum
- 1988 - 1989 : Cats : Grizabella, Jellylorum, Demeter
- 1988 : Cats : Grizabella, Jellylorum
- 1990 : West Side Story : Maria
- 1991 - 1992 : Les Misérables : Fantine
- 1992 - 1994 : Elisabeth : l'Impératrice Sissi
- 1994 : Other People's Money : Kate Sullivan
- 1994 : West Side Story : Maria
- 1994 - 1995 : Grease : Rizzo
- 1995 - 1996 : Cabaret : Sally Bowles
- 1995 : Cats : Grizabella
- 1995 - 1997 : Evita : Eva Péron
- 1997 : The Rocky Horror Show : Janet
- 1997 - 1999 : Dance! Dance! Dance! : chanteuse
- 1997 - 1998 : Jane Eyre : Jane Eyre
- 1998 : Savanah Bay : la jeune femme
- 1999 : The Andrew Lloyd Webber Musical Gala : chanteuse
- 1999 : Chicago : Velma Kelly
- 1999 - 2000 : Elisabeth : l'Impératrice Sissi
- 2000 : Sweeney Todd : la mendiante
- 2000 : Cole Porter's Songbook : chanteuse
- 2001 - 2002 : Elisabeth : l'Impératrice Sissi
- 2002 : Fosse : chanteuse
- 2003 - 2004 : 3 Musketiers : Milady de Winter
- 2004 : Chicago : Velma Kelly
- 2004 - 2005 : Passion : Clara
- 2005 : 3 Musketiere : Milady de Winter
- 2006 : Cabaret : Sally Bowles
- 2006 : Elisabeth : l'Impératrice Sissi
- 2006 - 2007 : 3 Musketiere : Milady de Winter
- 2007 : Best of Musical 2007
- 2007 : Cats : Grizabella
- 2007 : Chicago : Gala du 10e Anniversaire : Velma Kelly.
- 2008 : 3 Musketiere : Milady de Winter
- 2008 : Elisabeth : l'Impératrice Sissi
- 2008 - 2009 : Sunset Boulevard : Norma Desmond
- 2009 : Chicago : Velma Kelly
- 2010 : We will rock you : Killer Queen
- 2011 - 2013 : Rebecca : Mrs. Danvers
- 2013 : Next to Normal : Diana
- 2014 : Billy Elliot, the Musical : Mrs. Wilkinson
- 2016 - 2017 : Spamalot : la Dame du lac
- 2018 : The Addams Family : Morticia Addams
- 2018 : Ludwig² : Sybille Meilhaus
- 2019 : Elisabeth : l'Impératrice Sissi
- 2022 : The Prom : Dee Dee Allen
- 2023 - 2024 : Follies : Sally
- 2025 : Elisabeth : l'Impératrice Sissi

## Filmographie

### Doublage
- 1995 : Pocahontas : Une légende indienne : Pocahontas
- 1998 : Pocahontas 2 : Un monde nouveau : Pocahontas